# Drago Bahun (politik)
Drago Bahun, slovenski sociolog in politik, * 2. januar 1955, Jesenice.
Od leta 2002 do leta 2012 je bil član Državnega sveta Republike Slovenije.